# Municipio de Harvey (Minnesota)
El municipio de Harvey (en inglés: Harvey Township) es un municipio ubicado en el condado de Meeker en el estado estadounidense de Minnesota. En el año 2010 tenía una población de 374 habitantes y una densidad poblacional de 3,71 personas por km².

## Geografía
El municipio de Harvey se encuentra ubicado en las coordenadas 45°11′52″N 94°34′7″O / 45.19778, -94.56861. Según la Oficina del Censo de los Estados Unidos, el municipio tiene una superficie total de 100.9 km², de la cual 99,4 km² corresponden a tierra firme y (1,48 %) 1,5 km² es agua.

## Demografía
Según el censo de 2010, había 374 personas residiendo en el municipio de Harvey. La densidad de población era de 3,71 hab./km². De los 374 habitantes, el municipio de Harvey estaba compuesto por el 98,66 % blancos, el 0,53 % eran amerindios, el 0,27 % eran asiáticos, el 0,27 % eran isleños del Pacífico y el 0,27 % eran de una mezcla de razas. Del total de la población el 0,8 % eran hispanos o latinos de cualquier raza.